# Крисп
Фла́вій Ю́лій Крисп (лат. Flavius Julius Crispus; бл. 303 — 326, Пола) — старший син римського імператора Костянтина Великого. Правив разом зі своїм батьком в 317—326 роках, маючи титул цезаря — молодшого правителя. Здобувший чимало військових перемог Крисп вважався здібним генералом та наступником свого батька, проте був несподівано страчений ним за нез'ясованих обставин.

## Раннє життя
Точні дата та місце народження Криспа є невідомі. Найімовірніше, він народився між 299 та 305 роками десь у Східній Римській імперії. Його батьком був тодішній генерал Костянтин, що перебував при дворі імператора Діоклетіана. Характер відносин мін Костянином та матір'ю  Криспа, Мінервіною, є нез'ясованим: вона була чи-то його законною дружиною, чи-то просто конкубіною. Дідом Криспа був цезар, а згодом і август, Констанцій Хлор.
Дитинство Криспа пройшло в місті Августа-Треверорум (теперішній Трір, Німеччина). 306 року після смерті Констанція Хлора його син, Костянтин, був проголошений імператором. Ця подія поклала початок довготривалій боротьбі за владу між різними претендентами на престол, що отримала назву Громадянських війн Тетрархії. Відомо, що в 309—310 роках вчителем Криспа був Лактанцій — ранньохристиянський письменник та історик.

## Правління
У 313 році, після виснажливих воєн за владу, в Імперії залишилося тільки два правителі: батько Криспа, Костянтин, та його співправитель і суперник Ліциній, між якими було укладено формальний союз. Але початок Цибальської війни 316 року ознаменував поновлення протистояння між двома імператорами. Після здобуття перемоги в 317 році Костянтин висунув умови щодо призначення цезарями (молодшими правителями) своїх дітей, Криспа та Костянтина II, а також сина Ліцинія — Ліцинія Молодшого. Оскільки на ту мить Костянину II було лише декілька місяців, справжні повноваження отримав тільки його зведений брат Крисп.

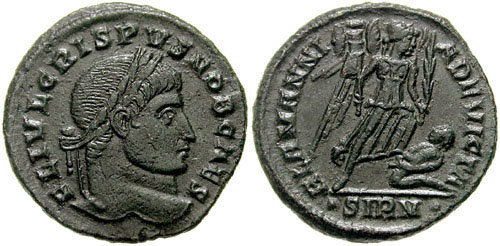
Імператор Крисп, переможець алеманнів (ALAMANNIA DEVICTA)

Костянтин покладав чималі надії на свого старшого сина, одразу призначивши того префектом Галлії; молодий цезар отримав резиденцію в Августа-Треверорумі. У 318 році Крисп вперше обійняв посаду консула (інше консульство дісталося імператору Ліцинію). Того ж року Крисп провів вдалу військову кампанію проти франків та алеманів на Рейні, захистивши римські кордони та продемонструвавши свої блискучі військові здібності.
У січні 322 року Крисп одружився з молодою дівчиною на ім'я Олена. В жовтні того ж року в подружжя з'явився син, втім жодних відомостей про долю цього хлопчика не зберіглося. За повідомленнями Євсевія Кесарійського, Костянтин Великий пишався своїм сином та був дуже задоволений народженням онука.
Наступні роки Крисп провів, допомагаючи своєму батькові у запеклій війні із Ліцинієм. У 324 році Костянтин призначив свого сина командуючим флотом, що базувався в Піреї. На чолі флотилії в 200 кораблів Крисп здобув блискучу перемогу над майже вдвічі більшим флотом супротивника в битві при Геллеспонті. Перемога в цій визначній морській битві забезпечила контроль війська Костянтина над протоками Геллеспонт (Дарданелли) та Босфор, завдяки чому воно зуміло безперешкодно дістатися протилежного берегу Малої Азії. Там 18 вересня 324 року сталася велика битва при Хризополі, перемога в якій зробила батька Криспа, Костянтина Великого, першим за майже 40 років одноосібним римським імператором.
Костянтин високо оцінював внесок сина в свою перемогу, зображуючи його на своїх монетах, статуях та мозаїках. Враховуючи замалий вік його братів, Крисп розглядався найочевиднішим наслідником престолу свого батька, чого, втім, ніколи так і не сталося.

## Страта
У 326 році в місті Пула провінції Венетія та Істрія за наказом Костянтина над Криспом пройшов суд. За результатом цього процесу Крисп був засуджений до смерті та страчений через повішення. Варто зазначити, що незабаром зануренням в киплячу ванну була страчена і Фауста — дружина Костянтина та мачуха Криспа. Вочевидь, ці дві смерті були пов'язані між собою.
Обставини та мотиви, що наштовхнули Костянтина до цього вчинку, залишаються незрозумілими. Провідна думка серед більшості істориків полягає в тому, що Фауста була закохана в Криспа, але відхилена ним. Через це вона звинуватила пасинка в домоганні до себе. До того ж, смерть Криспа розчищала шлях до успадкування влади рідним синам Фаусти. Проте, тільки-но мати Костянтина, Олена, виказала невдоволення вбивством онука, Фаусту було також страчено.
За іншим, менш популярним, припущенням, Крисп і Фауста перебували в інтимних стосунках, про які невдовзі дізнався Костянтин. Він одразу вирішив стратити свого сина, але оскільки на той момент Фауста була вагітною, її було страчено тільки після народження дитини.
Подальша доля їхнього з Криспом малолітнього сина залишається нез'ясованою. Відомо, що на них та Криспа було накладено прокляття пам'яті, яке означало викреслення згадок про них з усіх офіційних документів та пам'яток. Відтак, виглядає дивним те, що Костянтин не реабілітував сина, якби той виявився невинуватим.

## Титули
- Відновлювач світу (лат. Restitutor Orbis) —317
- Великий переможець сарматський — 318
- Великий переможець германський — 319
- Великий переможець алеманський —324/325